# نمط مصلي

اثنان من الأنماط المصلية إيه و1بي بها مستضدات إيه و2بي على السطح.

النمط المصلي أو الضرب المصلي يشير إلى التغيرات المتميزة التي تحدث داخل أنواع من البكتيريا أو الفيروسات أو بين الخلايا المناعية في مختلف الأفراد. ويتم تصنيف هذه الميكروبات، أو الفيروسات، أو الخلايا معًا استنادًا إلى مستضدات سطح الخلية، مما يسمح بالتصنيف الوبائي للكائنات الحية على مستوى الأنواع الفرعية. مجموعة من الضروب المصلية بالمستضدات مشتركة تسمى الزمرة المصلية.
وغالبًا ما يلعب التصنيف المصلي دورًا أساسيًا في تحديد الأنواع والسلالات. وقد تقرر أن جنس البكتيريا سلمونيلا، على سبيل المثال، به 4400 نمط مصلي، بما في ذلك تيفوميوريم الضرب المصلي سالمونيلا إنتريكا، وتيفية الضرب المصلي سالمونيلا إنتريكا، ودبلن الضرب المصلي سالمونيلا إنتريكا. ضمة الكوليرا (Vibrio cholerae)، أنواع البكتيريا التي تسبب الكوليرا، لديها 200 نمط مصلي، بناءً على مستضدات الخلايا. وقد لوحظ أن اثنين فقط منها ينتج الذيفان المعوي الذي يسبب الكوليرا: 0:1 و0:139.
وتعد عالمة الجراثيم الأمريكية ريبيكا انسفيلد أول من اكتشف الأنماط المصليةin 1933.

## دورها في زرع الأعضاء
(IgM) المضاد لـ A3

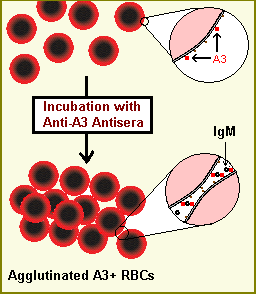
تلصيق خلايا الدم الحمراء الموجبة لمستضدات الكريات البيضاء البشرية-A3 ذات لأمصال النشطة المضادة لـ A3 التي تحتوي على كريين مناعي م

إن الجهاز المناعي قادر على تمييز الخلية بكونها «ذاتية» أو «غير ذاتية» وفقًا للنمط المصلي بالخلية. ففي البشر يتم تحديد النمط المصلي إلى حد كبير بواسطة مستضدات الكريات البيضاء البشرية (HLA)، النسخة البشرية لمعقد التوافق النسيجي الكبير. فالخلايا الذاتية عادةً ما يعتبرها الجهاز المناعي كجسم غريب، مما يتسبب في حدوث ردة فعل للجهاز المناعي، مثل التراص. وتتباين الأنماط المصلية بشكل كبير بين الأفراد، وبالتالي، إذا تم إدخال خلايا من إنسان (أو حيوان) إلى إنسان آخر بشكل عشوائي، فإن هذه الخلايا يتم تحديدها في الغالب كخلايا غير ذاتية لأنها لا تتطابق مع النمط المصلي الذاتي. ولهذا السبب، فإن زرع الأعضاء بين البشر غير المتطابقين وراثيًا قد ينتج عنه في كثير من الأحيان ردة فعل إشكالية للجهاز المناعي في المتلقي، مما يؤدي إلى رفض الطعم. وفي بعض الحالات، يمكن هذا التأثير بواسطة التنميط المصلي في كل من المتلقي والمتبرع المحتمل لتحديد أقرب تطابق لمستضدات الكريات البيضاء البشرية (HLA).